# Fête de chicote
La fête de chicote est célébrée chaque année dans plusieurs départements du pays et reflète l'identité culturelle du Bénin. Cette fête regroupe des jeunes qui se flagellent et est considérée comme un symbole de courage et de maturité. Elle est aussi vu comme la phase où l'on quitte l'enfance pour la phase adulte. Au son du tam-tam, les sélectionnés observent une forme de transe comme s'ils étaient possédés par un esprit supérieur. Ils se livrent ensuite à la flagellation en se donnant des coups de chicote. Pour récompenser leur courage, les jeunes filles du village leur passent une poudre parfumée sur la blessure laissée par le coup de la chicote.

## Galerie de photos

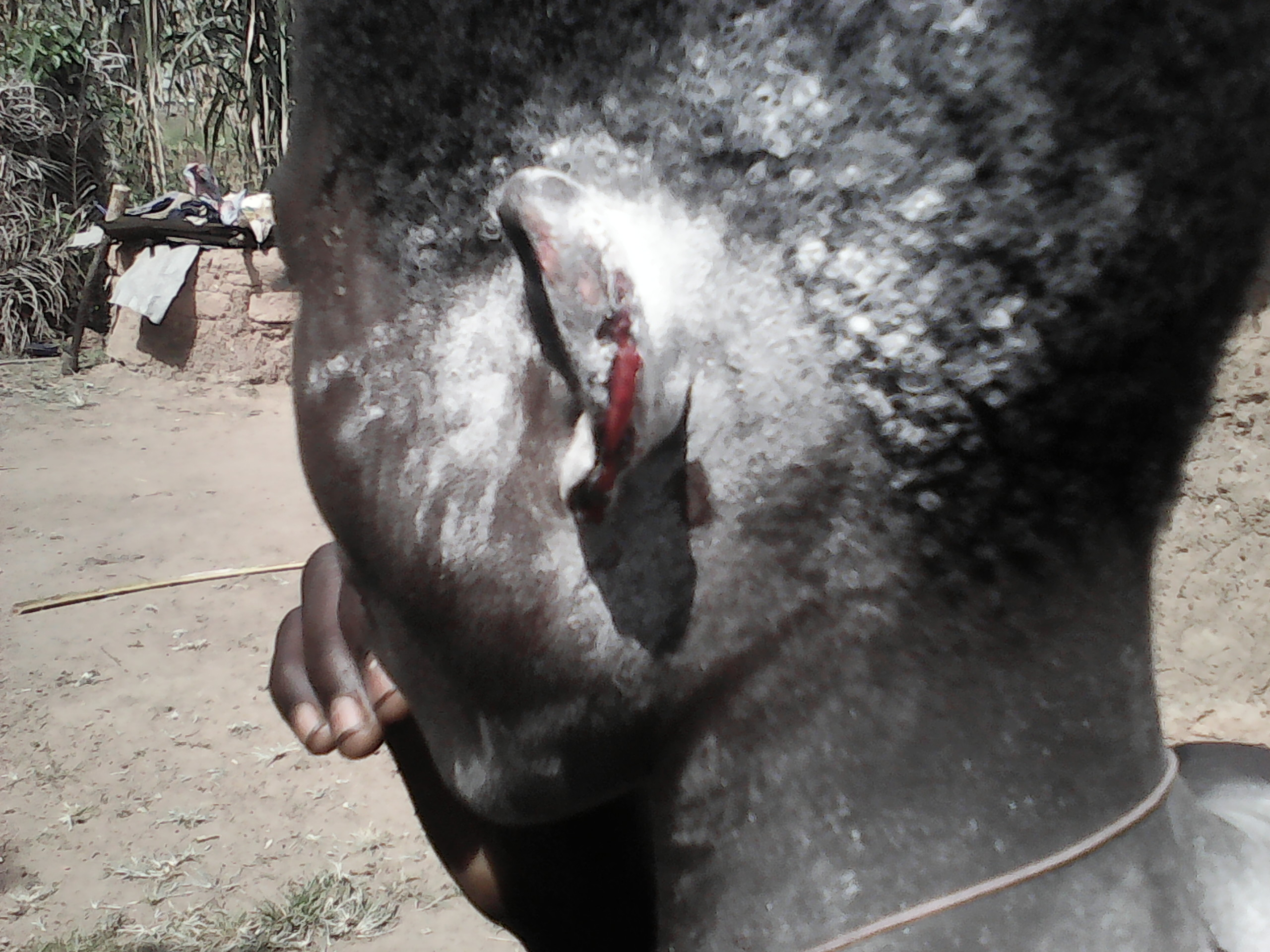
Poudre parfumé lors de la fête de chicote.
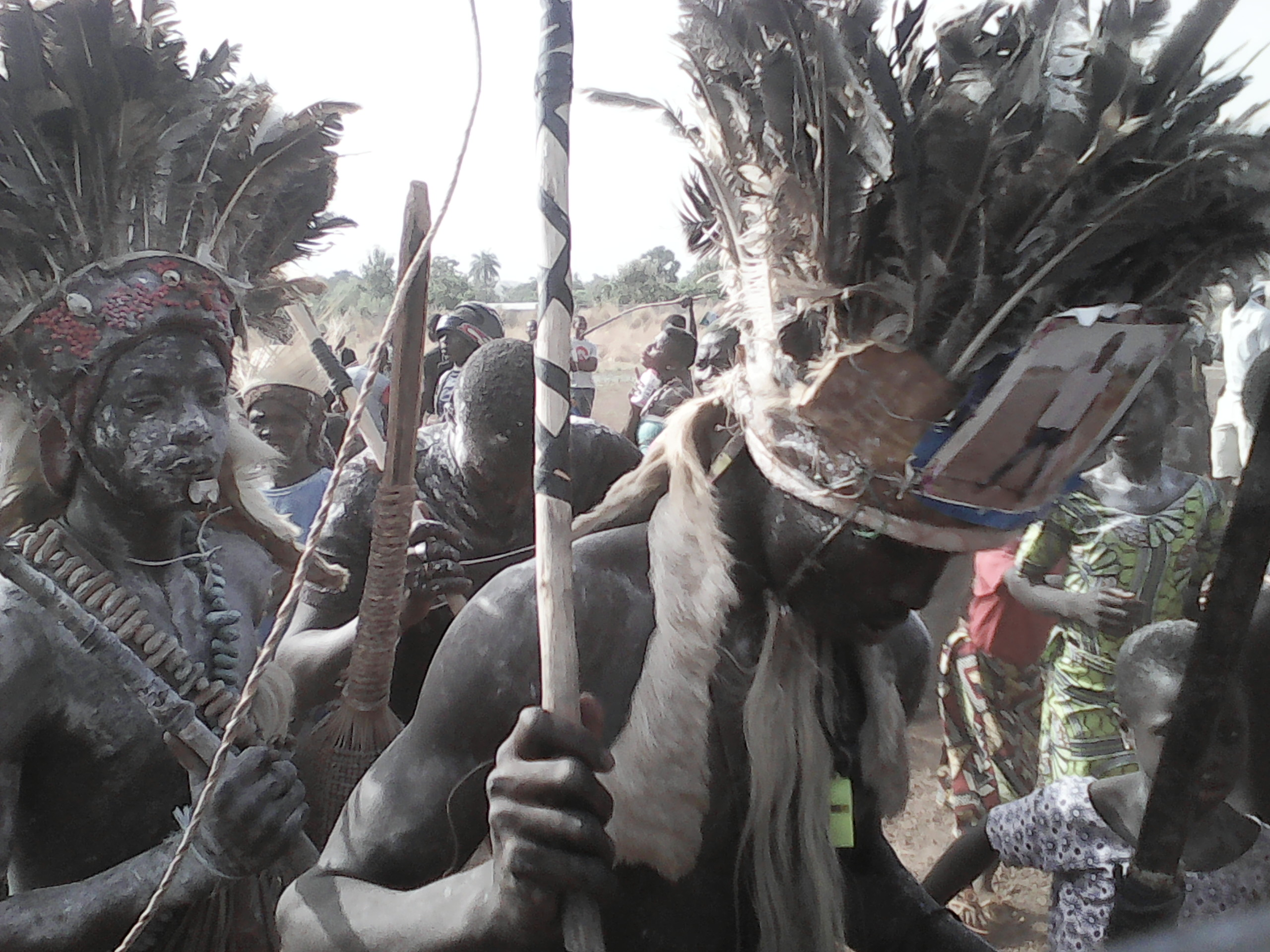
Fête de chicote
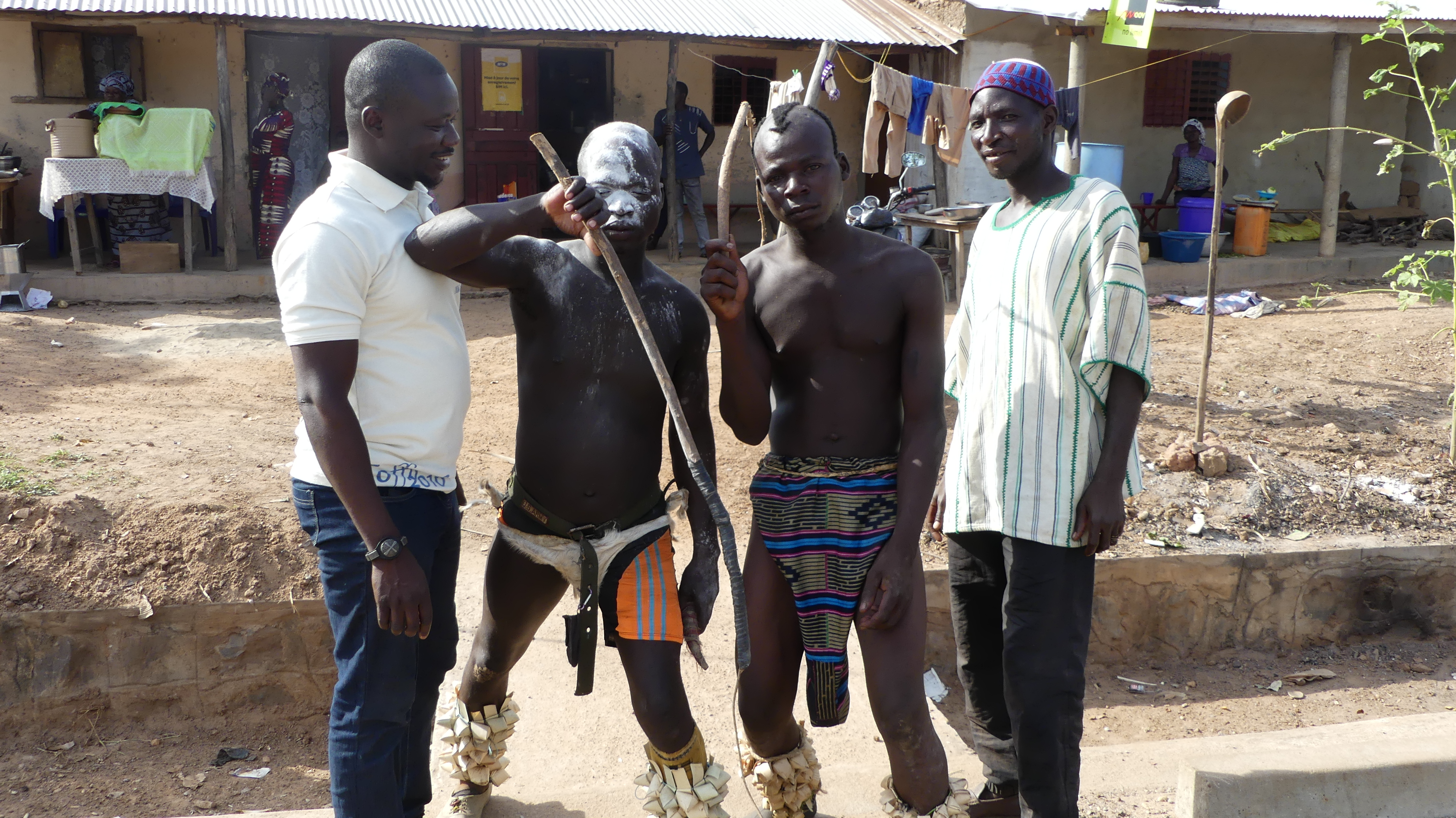
Ouaké , festival fête de chicote.
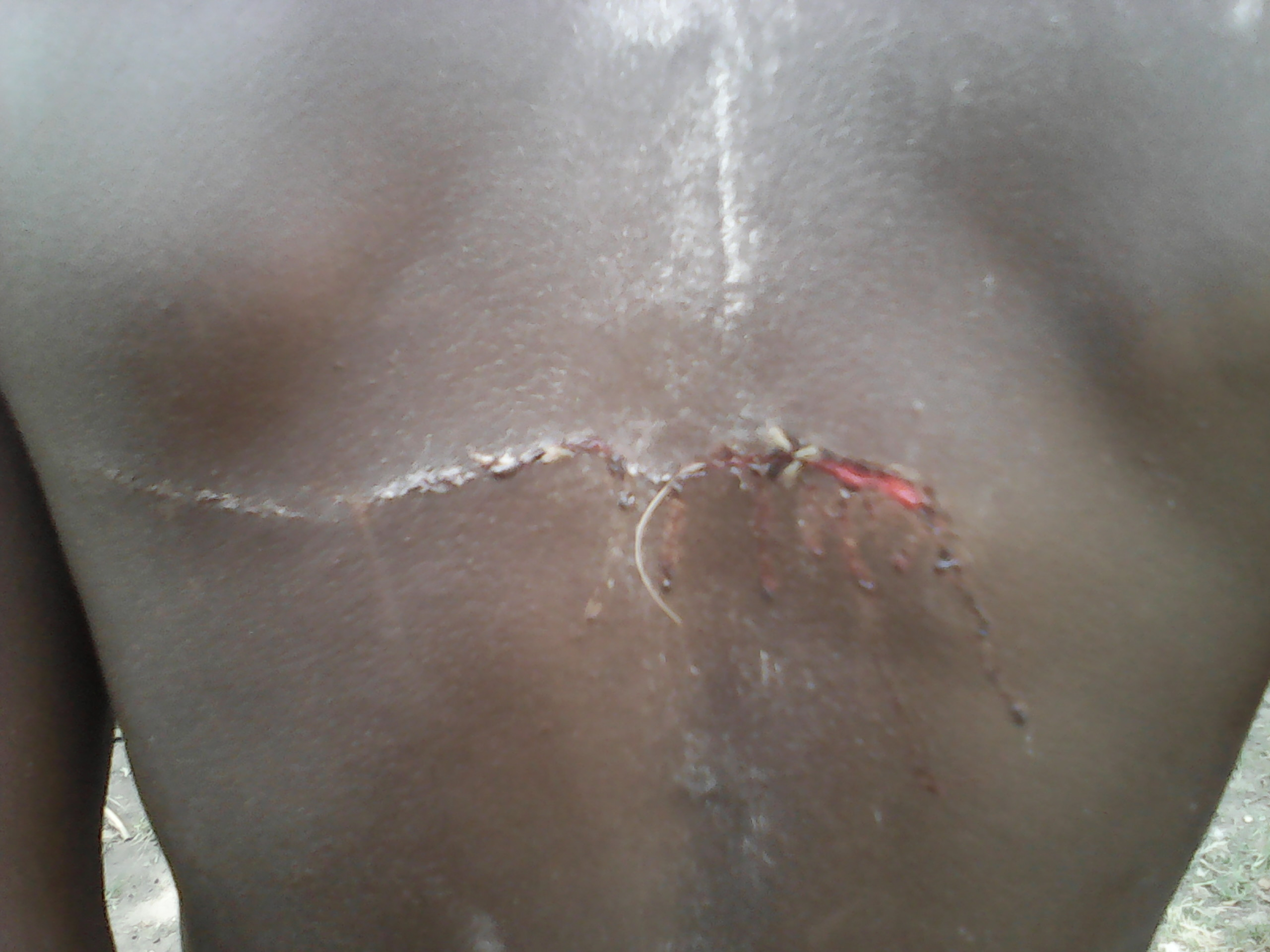
Blessure des coups lors de la fête de chicote.
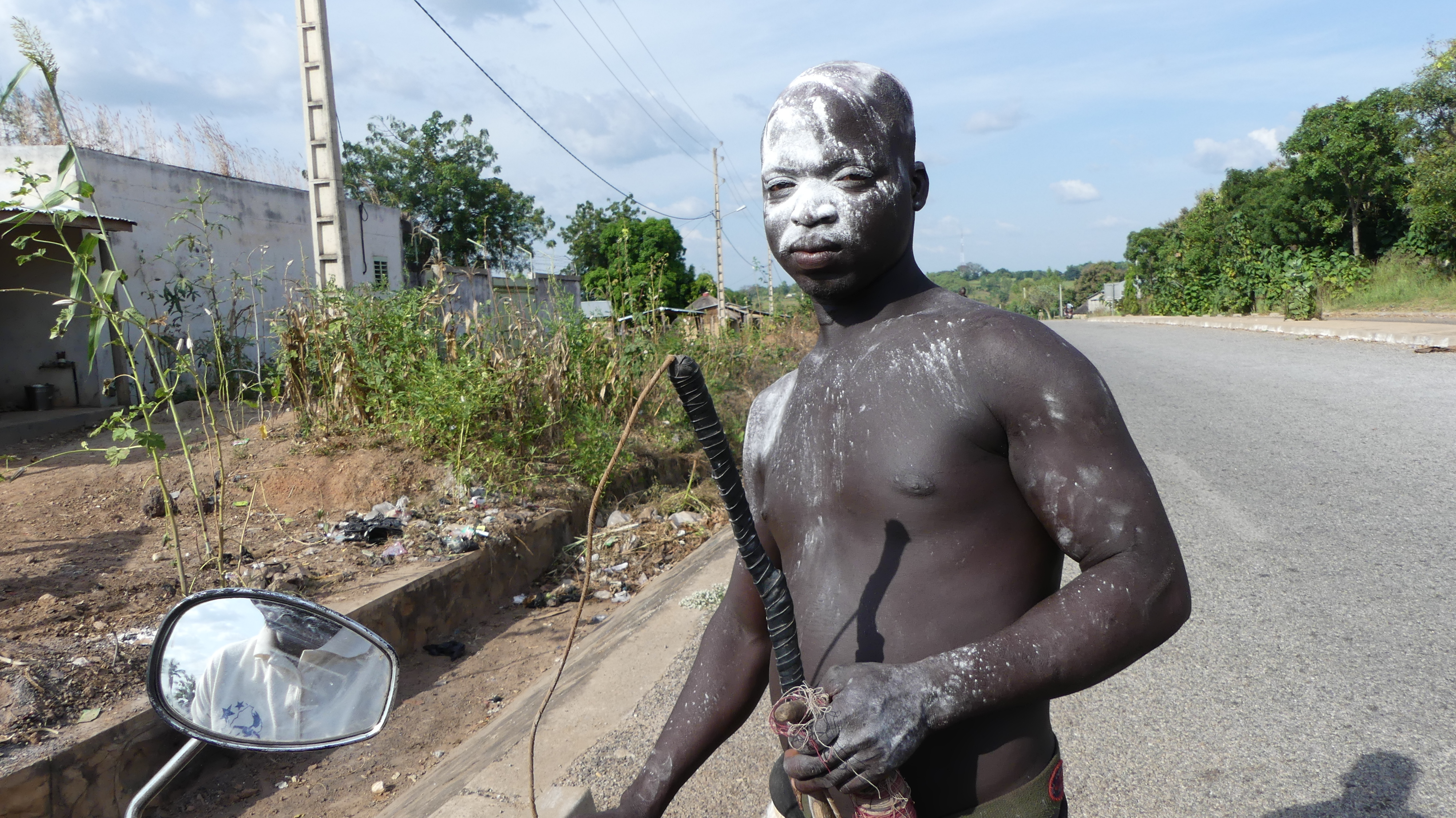
Un participant de la fête de chicote.
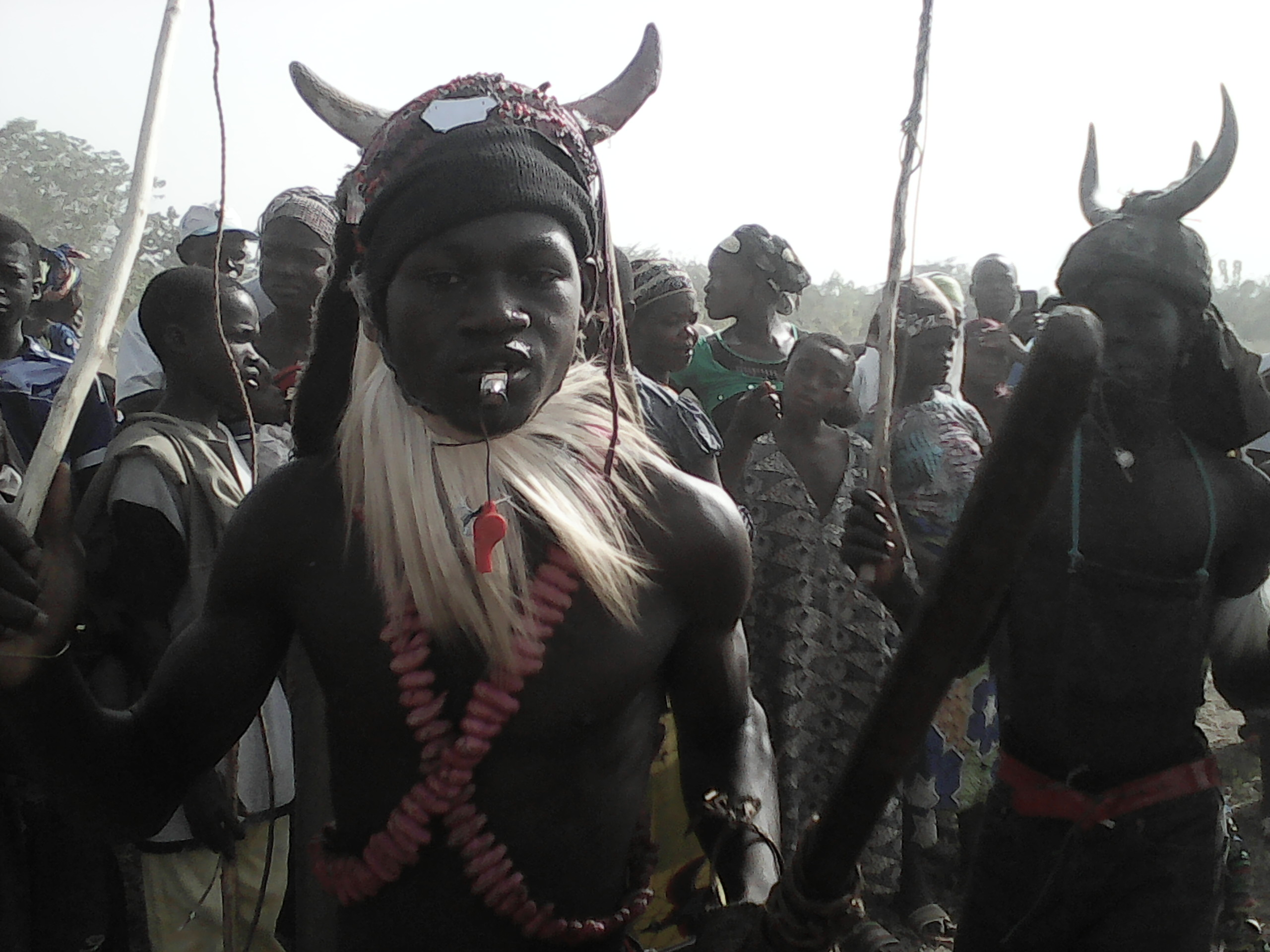
Futur homme après la fête.
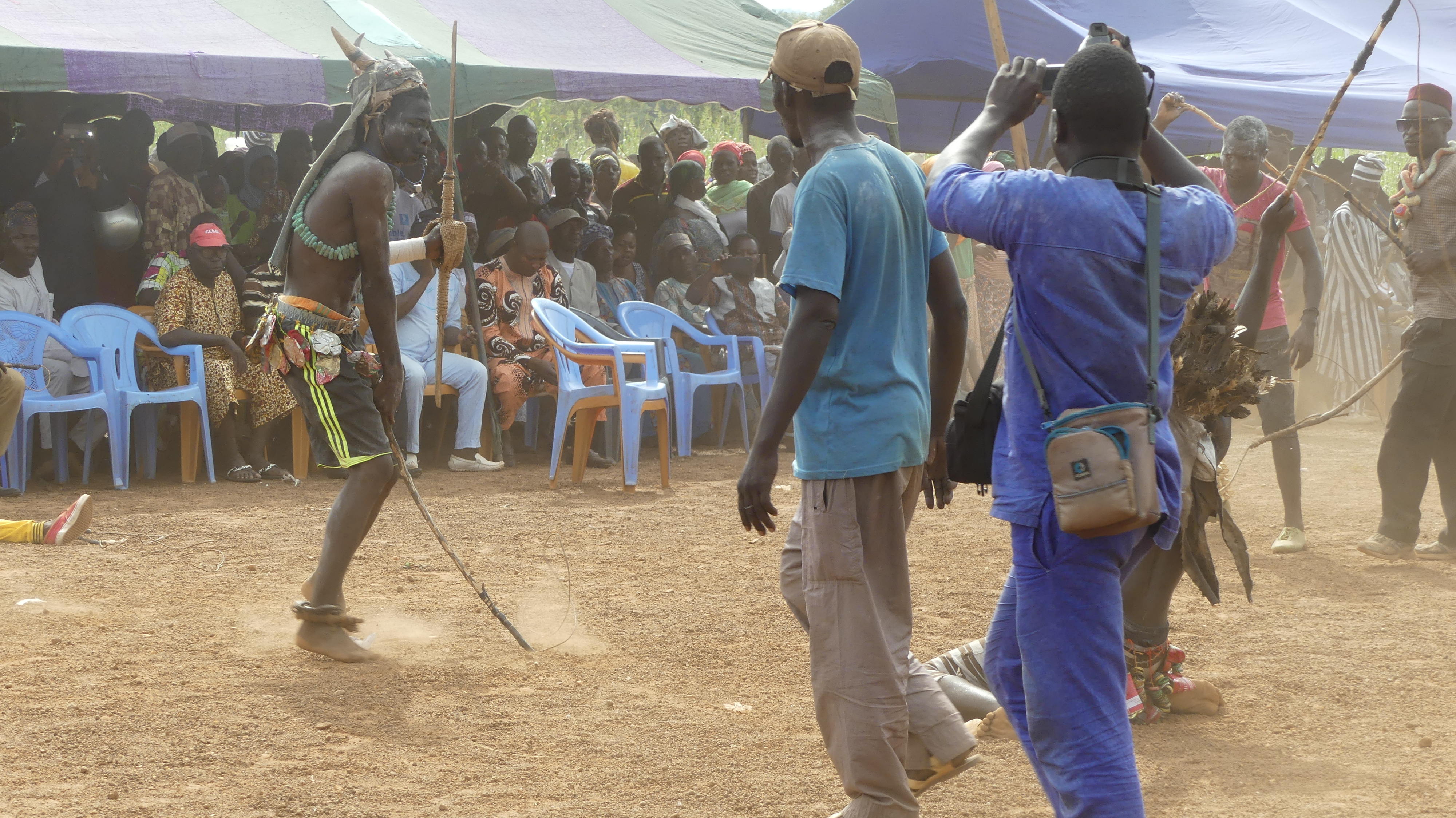
Fête de la chicote, Un festival, tout un peuple
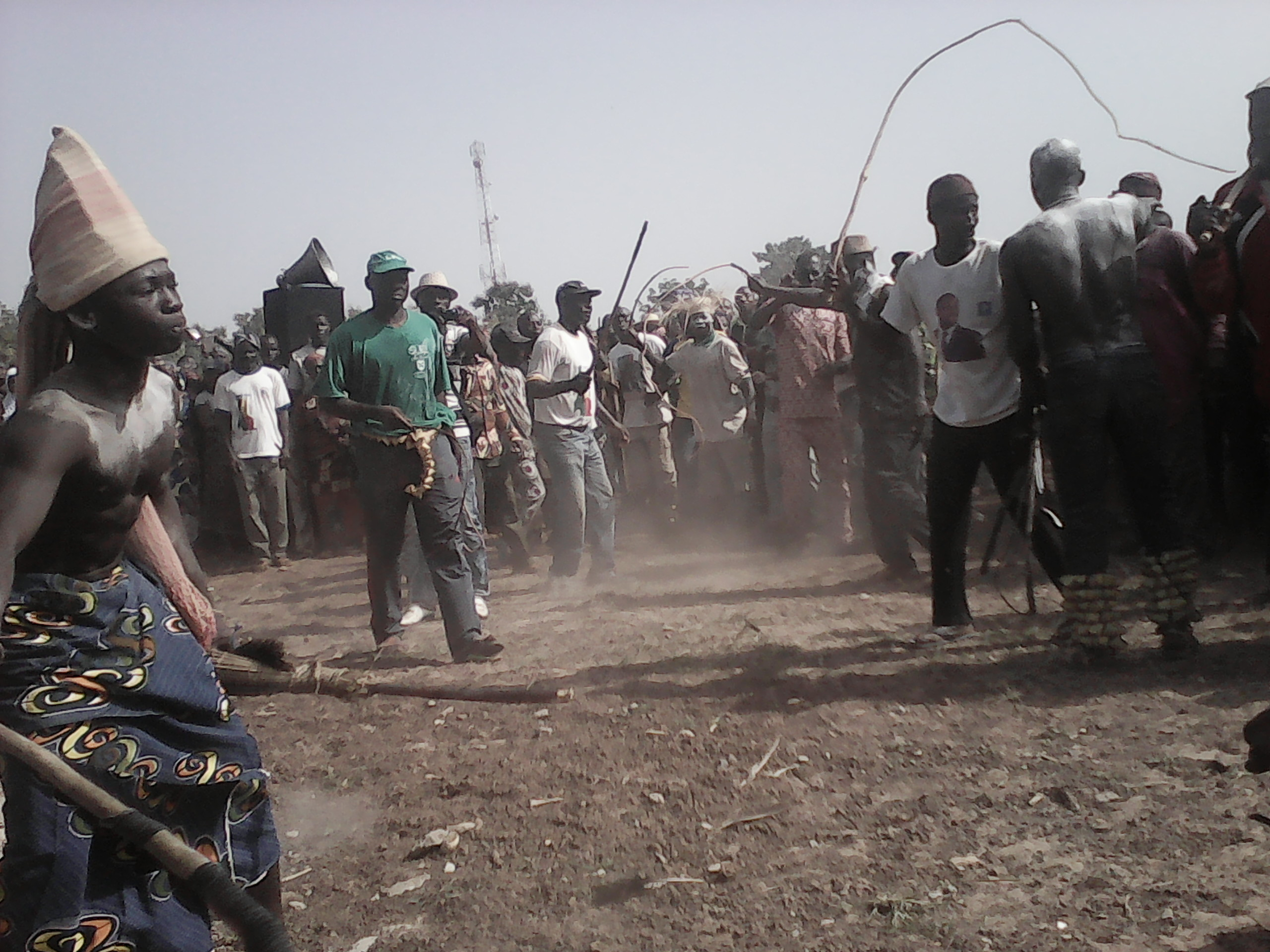
fête de la chicote.
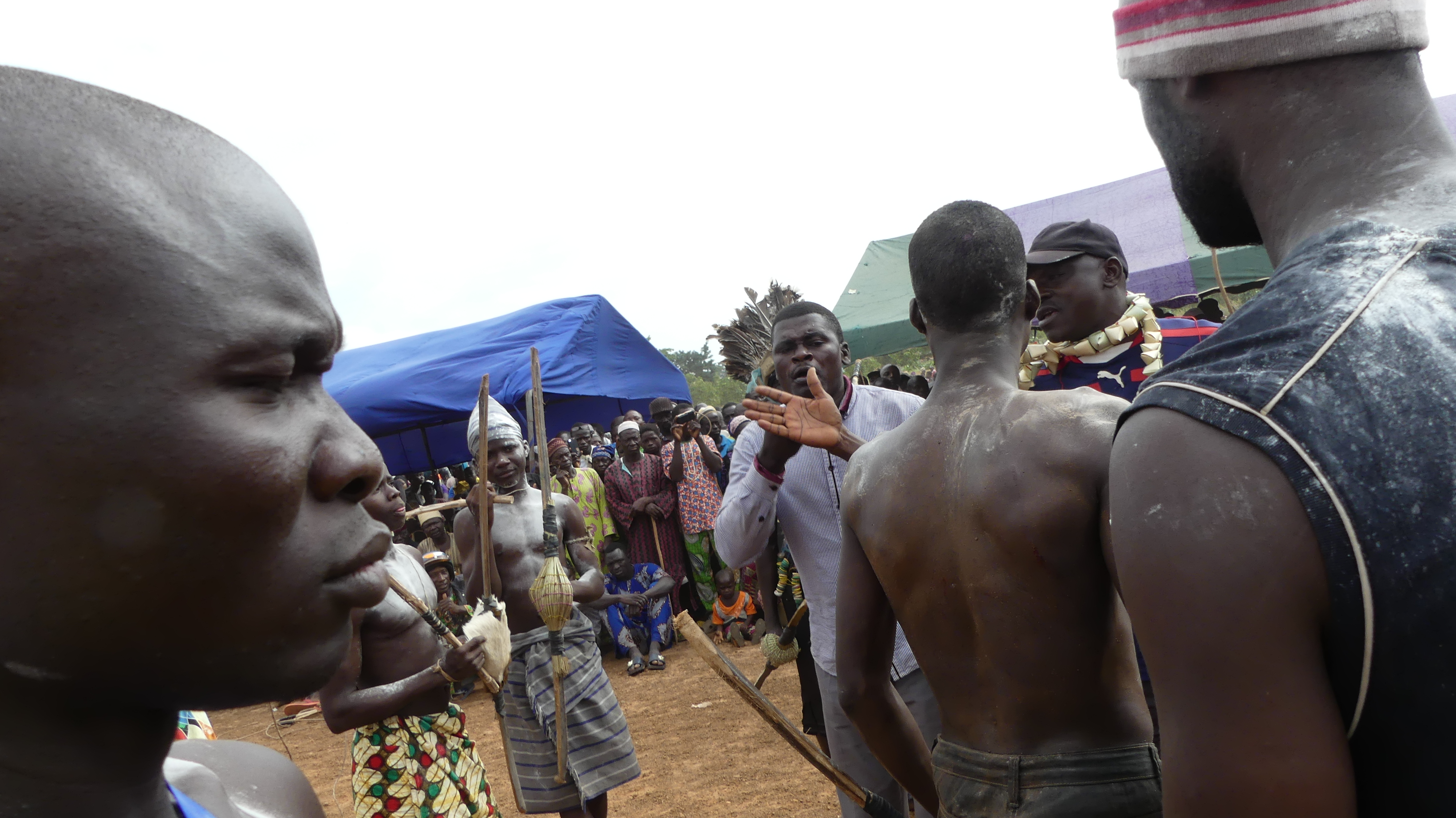
Le peuple et les acteurs de la fête.